# Caravaneți
Caravaneți – wieś w Rumunii, w okręgu Teleorman, w gminie Călmățuiu. W 2011 roku liczyła 344 mieszkańców.